# Berardino Viola
Berardino Viola, detto anche Berardo Viola (Vallececa, 24 novembre 1838 – Isola di Santo Stefano, 1906), è stato un brigante italiano.
Nella seconda metà dell'Ottocento, durante il brigantaggio postunitario, fu attivo principalmente nell'Appennino centrale tra il Cicolano e la Marsica.

## Biografia

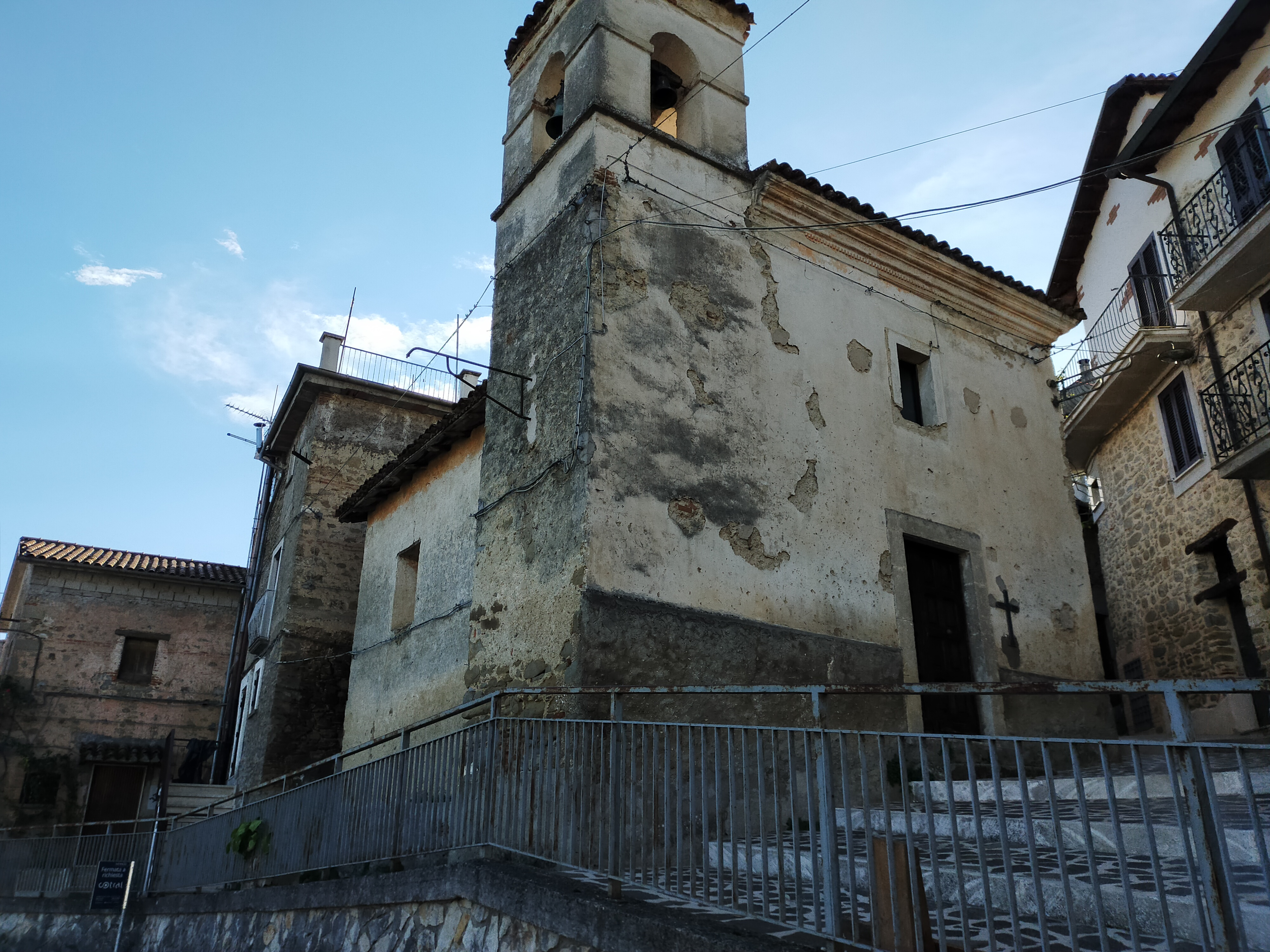
Scorcio di Vallececa

Berardino Viola nacque il 24 novembre 1838 a Vallececa, piccola frazione di Pescorocchiano, situata prima della creazione del lago del Salto sulla riva sinistra dell'omonimo fiume. La famiglia non era povera: suo padre Angelo era occupato nella guardia delle dogane, mentre la madre Marianna Rossetti era filatrice. Ancor bambino si trasferì con i genitori a Teglieto, sulla riva opposta del fiume nel comune di Petrella, e frequentò fino al quindicesimo anno la scuola di Rigatti presso il parroco del piccolo borgo situato tra i comuni di Ascrea e Varco, entro i confini dello Stato Pontificio. Abbandonati gli studi, anche per manifesta inclinazione alla violenza, si dedicò alla sua attività di agricoltore-bracciante praticando spesso la transumanza ed emigrando stagionalmente verso l'Agro romano, soprattutto durante i periodi invernali. 
Poco più che ventenne assistette alle incursioni dei briganti abruzzesi a Teglieto alle quali però non avrebbe partecipato in modo attivo. Dal 1861, in seguito alla proclamazione del Regno d'Italia, si sviluppò in tutto l'ex Regno delle Due Sicilie un'avversione, non solo nella grave forma militare e banditesca ma anche di tipo politico e finanche intellettuale, che favorì l'evolversi della controrivoluzione del brigantaggio postunitario italiano alimentata da diversi fattori, in primis dalle difficili condizioni socio-economiche delle classi sociali più deboli e dal clero, preoccupato di perdere il potere temporale e l'autonomia del proprio Stato. Contro questo fenomeno il re Vittorio Emanuele II di Savoia firmò nel 1863 la legge Pica che introdusse il reato di brigantaggio in quasi tutte le province meridionali. 
Il primo arresto di Berardino Viola avvenne il 23 settembre 1860 a Fiamignano, a cui fece seguito anche per lui il reclutamento nella guardia nazionale unitaria con la concreta possibilità di condonare la pena.
Mentre il colonnello Theodor Friedrich Klitsche de la Grange avviò la spedizione negli Abruzzi con l'obiettivo della restaurazione borbonica, Berardino Viola si trovava ad Avezzano nelle file delle milizie mobili unitarie che dovevano bloccare l'avanzamento delle truppe guidate dal colonnello prussiano in risalita dalla valle Roveto. I disorganizzati contingenti sabaudi furono costretti alla ritirata e molto probabilmente fu in questa fase che abbandonò del tutto la causa piemontese.
Con la riorganizzazione delle colonne militarizzate guidate da Enrico Cialdini si allontanò la possibilità di una restaurazione borbonica. Così i colonnelli antiunitari, nell'estremo tentativo di rinvigorire la lotta e fiaccare le resistenze dei ricchi possidenti locali, legittimarono i sediziosi a commettere reati contro coloro che erano fedeli a Casa Savoia. Berardino Viola, per sfuggire alla legge e per sopravvivere, si ritrovò ad operare illecitamente e con estrema violenza rifugiandosi nei luoghi impervi delle aree montane poste al confine tra il Cicolano, la valle del Salto, la valle dell'Aterno e la Marsica, come il bosco di Cartòre, da cui la banda di Viola più in là prese il nome, o la val de' Varri e i monti del Cicolano. Furti e devastazioni nelle proprietà locali si ebbero in diversi comuni e frazioni dell'Appennino centrale. Questi crimini fecero assurgere il Viola, già colpito da un mandato di cattura, ad essere considerato uno tra i più pericolosi delinquenti della zona. Il 13 dicembre 1860 fu arrestato per la seconda volta a Fiumata e successivamente condotto nel carcere giudiziario di Aquila insieme ad altri soggetti della banda, mentre uno di loro fu ucciso da una guardia mobile che avrebbe risposto al fuoco. Nel pieno degli scontri tra piemontesi e reazionari lungo la linea geografica del confine pontificio, riuscì però ad evadere dal carcere circa due anni dopo, nel 1862, e a darsi alla macchia tra i boschi di Cartòre. Poche settimane dopo uccise a Teglieto un uomo per aver offeso sua madre durante un interrogatorio della guardia nazionale.

### La banda di Cartòre

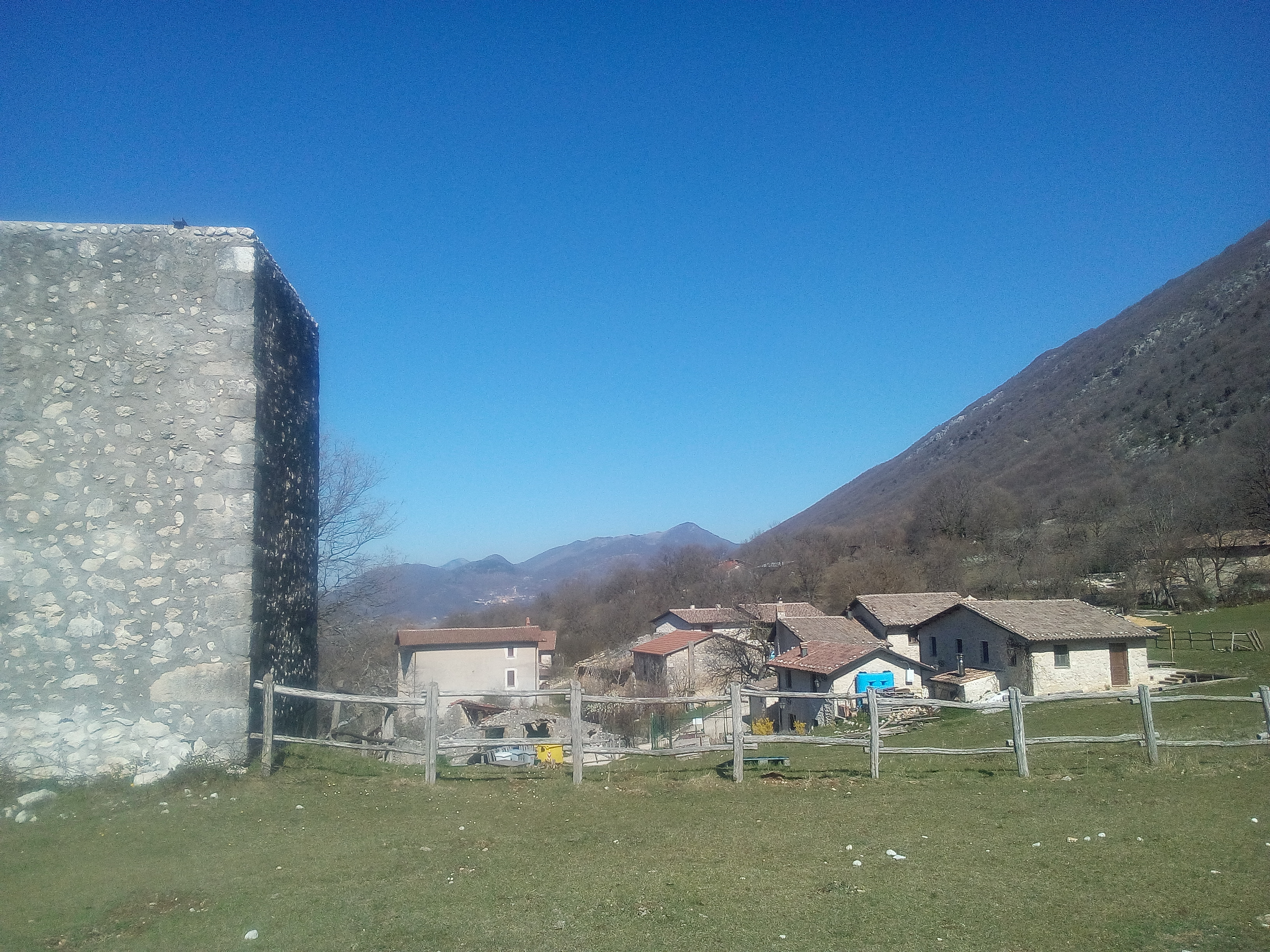
Spunto del borgo di Cartòre

Con la fedina penale di fatto già ampiamente compromessa e costretto a nascondersi, Berardino Viola scelse così di votarsi al cosiddetto "brigantaggio attivo" che poteva contare sull'appoggio di una parte della popolazione, oltre che del clero. Nel settembre del 1862, insieme ad altri briganti del Cicolano, della Marsica e del territorio aquilano, fondò la cosiddetta "banda di Cartòre" con base nel fitto bosco situato nei pressi dell'omonimo borgo del comune di Borgocollefegato. Viola fu considerato ben presto il capobanda insieme a Giovanni Colaiuda di Barano. Furti, minacce e delitti si susseguirono per un lungo periodo in molti centri della provincia nonostante le pesanti condanne inflitte dal tribunale militare e le fucilazioni avvenute nei pressi di Oricola di alcuni membri della banda, ritenuti dalle autorità più che briganti dei feroci malviventi. Tra il 18 e il 19 maggio 1863 Berardino Viola e i suoi seguaci sequestrarono nei pressi di Torano la guardia nazionale di Sant'Anatolia Alessandro Panei che, nonostante il biglietto di ricatto fatto consegnare ai familiari, fu ritrovato morto a luglio in un'area impervia della montagna. Rafforzati i controlli lungo i passi di montagna tra la val de' Varri e la piana del Cavaliere si ebbero altre catture e fucilazioni, mente alcuni banditi si consegnarono spontaneamente alle autorità locali. Nonostante ciò l'attività criminale non cessò e Viola si rese protagonista di un altro sequestro ai danni di un prete, tacciato di averlo tradito, che sequestrò per cinque giorni tra le montagne del confine pontificio, scatenando aspre polemiche tra un parlamentare e il prefetto di Aquila sul grado di applicazione della legge Pica nei distretti di Aquila, Avezzano e Cittaducale. Dopo aver commesso numerosi altri reati il capobanda fu prima arrestato a Roma il 20 gennaio 1864 e, dopo aver goduto dello status di "brigante politico", fu esiliato dalle autorità papaline a Barcellona dove rimase per alcune settimane, prima di ricongiungersi con i membri della banda scampati alla giustizia per commettere ulteriori crimini. Il 27 ottobre 1864 fu di nuovo arrestato a Tivoli per essere condotto in una prigione di Roma dove rimase rinchiuso presumibilmente circa un anno e mezzo. Di nuovo libero tornò nel Cicolano dove nei pressi di Radicaro giustiziò un diciannovenne reo di aver rubato da una caverna alcuni fucili in uso ai banditi. Non mancarono atti di rappresaglia contro chi fece arrestare i suoi compagni di Cartòre riscuotendo le taglie, quindi ritornò a Tivoli dove venne arrestato per l'ennesima volta, prima di essere tradotto nelle carceri romane. Destinato ad Algeri fu dapprima estradato in Francia e indirizzato in Africa settentrionale, tuttavia tra Marsiglia e Tolone fu bloccato e costretto dalla gendarmeria di Napoleone III a tornare nelle celle romane presso le Terme di Diocleziano. Nel frattempo l'altro capomassa del Cartòre, Giovanni Colaiuda, morì a Civitatomassa, ucciso dal corpo dei Carabinieri reali di stanza a Sassa. Il 6 marzo 1869 Berardino Viola evase ancora insieme ad altri noti briganti facendo salire l'allerta delle autorità in tutte le aree prossime al confine pontificio. Di nuovo acciuffato fu ristretto nel carcere di Paliano.
La presa di Roma del 1870 e la fine del potere temporale della Chiesa coincisero con la cattura degli altri membri della banda di Cartòre oramai quasi del tutto privi di ogni forma di protezione. Berardino Viola fu definitivamente condannato dalla Corte d'assise di Aquila degli Abruzzi il 17 giugno 1873 per i reati non prescritti, commessi tra il 1864 e il 1867, ai lavori forzati a vita, pena successivamente ridotta a 24 anni di reclusione.

### Gli ultimi anni
Il 9 aprile 1897, dopo aver scontato i 24 anni di carcerazione tra la colonia penale di Civitavecchia e il penitenziario sardo dell'isola della Maddalena, Berardino Viola tornò nella sua abitazione di Teglieto dove fu sottoposto ad una serie di restrizioni e regole da rispettare, pena l'immediata carcerazione. Però, in seguito all'omicidio di un giovane commesso a Fiumata il 3 novembre 1898, fu costretto nuovamente alla latitanza durante la quale commise varie ruberie, minacciando allevatori e piccoli possidenti per poter sopravvivere. Condannato in contumacia all'ergastolo, il 29 luglio 1900 fu ferito e arrestato dai carabinieri di Fiamignano nella località Grotte di Teglieto, nel comune di Petrella Salto. Il 25 maggio 1901 fu condannato dalla Corte d'assise di Aquila degli Abruzzi al carcere a vita, perse i suoi principali diritti, fu costretto al risarcimento delle parti lese e a sostenere le spese processuali. Morì nel 1906, all'età di sessantotto anni, nel carcere isolano di Santo Stefano.

## La memoria
- Ignazio Silone nel suo più noto romanzo Fontamara chiama il protagonista "Berardo Viola" che risulta essere nipote di un brigante[15].
- Lungo la strada statale 578 Salto Cicolana che collega Avezzano a Rieti una galleria è stata intitolata "Brigante Viola"[16].
- La canzone La morale dei briganti inclusa nell'album del 2003 Circobirò de I ratti della Sabina parla di Berardo Viola.